# Giovanni Piccolomo
Giovanni Piccolomo, meglio noto come Giovanni (Sorocaba, 4 aprile 1994), è un calciatore brasiliano, centrocampista del Paysandu.

## Palmarès

### Club

#### Competizioni internazionali
- Coppa Libertadores: 1

Corinthians: 2012
- Coppa del mondo per club: 1

Corinthians: 2012